# Alexeï Chirov
Alexeï Dmitrievitch Chirov (en russe : Алексей Дмитриевич Широв, en letton : Aleksejs Širovs, en espagnol : Alexéi Shírov, en anglais : Alexei Shirov et en lituanien : Aleksejus Širovas), né le 4 juillet 1972 à Riga, RSS de Lettonie, Union soviétique, est un joueur d'échecs letton. En 1995, il s'est installé en Espagne et s'est affilié à la fédération espagnole. Il a été finaliste du championnat du monde FIDE en 2000 et de la Coupe du monde d'échecs 2007. De 2011 à 2017, Chirov est revenu en Lettonie. Depuis le 24 avril 2018, Chirov est à nouveau affilié à la fédération espagnole.
Au 1er avril 2014, il est le 44e joueur mondial, et le numéro 1 letton, avec un classement Elo de 2 702 points.

## Biographie et carrière

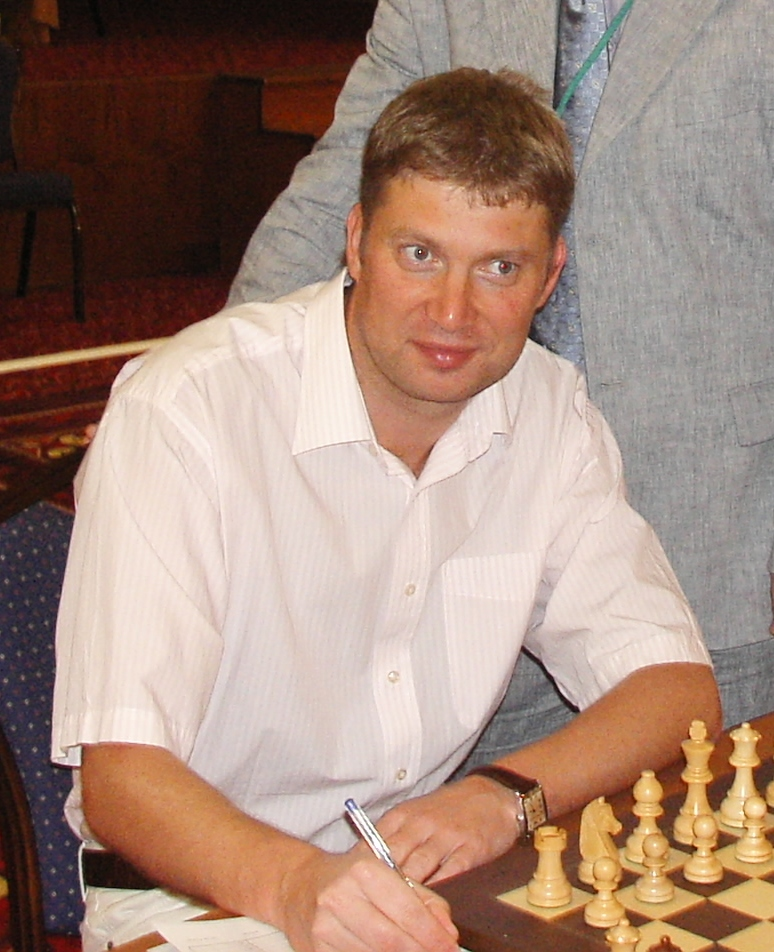
Chirov en 2007

Alexeï Chirov est devenu champion du monde des moins de 16 ans en 1988, vice-champion du monde junior (moins de 20 ans) en 1990 (à égalité de points avec le vainqueur, Ilia Gourevitch), et a obtenu le titre de grand maître international en 1992 à l'âge de 20 ans.
De nationalité soviétique jusqu'en 1991, puis lettonne, Alexeï Chirov s'est marié en 1994 à l'Argentine Verónica Álvarez, a déménagé à Tarragone, et a pris la nationalité espagnole en 1996. Bien qu'il joue toujours pour l'Espagne, il réside fréquemment en Lettonie. Il a été marié avec la joueuse lituanienne Viktorija Čmilytė de 2001 à 2007. Peu de temps avant le tournoi de Shanghai 2010, Chirov s'est marié pour la troisième fois avec la joueuse Olga Dolgova.
En 2011, il est revenu en Lettonie et représente à nouveau la fédération lettonne.

## Style
Chirov est réputé pour son style d'attaque et sa recherche de complications, une tendance qu'il partage avec son illustre compatriote et ex-champion du monde Mikhaïl Tal.

## Championnats du monde et coupes du monde

### Années 1990
En 1990, Chirov, âgé de dix-huit ans, remporta le tournoi zonal soviétique à Lvov et se qualifia pour le tournoi interzonal de 1990. À Manille, il finit 12e-20e et fut éliminé du cycle des candidats au championnat du monde.
En 1993, il partagea la 10e-16e place du tournoi interzonal de Bienne (avec 8 points sur 13), ex æquo avec Anand, Dreïev, Epichine, I. Sokolov, Ivantchouk et Lputian. Seul Anand se qualifia pour le tournoi des candidats grâce à un meilleur départage. La même année, il finit 8e-19e du tournoi de sélection PCA de Groningue (avec 6,5 points sur 11) ; seuls les sept premiers étaient qualifiés pour le tournoi des candidats du championnat du monde PCA.
En 1997, Chirov participa au Championnat du monde de la Fédération internationale des échecs 1997-1998 à Groningue et fut éliminé en quart-de-finale par le vainqueur du tournoi, Viswanathan Anand (0,5 à 1,5).
En 1998, Chirov battit Vladimir Kramnik (5,5 à 3,5, +2 =7) dans un match en dix parties qui devait désigner un challenger pour le champion du monde Garry Kasparov. 
Le déroulement du championnat a toutefois été arrêté à la suite d'un problème de financement et Kasparov proposa à Anand, puis à Kramnik de disputer le championnat du monde..
En 1999, à Las Vegas, lors du  Championnat du monde de la Fédération internationale des échecs 1999, il fut éliminé en quart de finale par Nisipeanu (0,5 à 1,5).

### Années 2000
En 2000, Chirov fut battu en finale du  Championnat du monde de la Fédération internationale des échecs 2000 à Téhéran par Anand (0,5 à 3,5).
En 2001, il perdit à nouveau (pour la troisième fois) contre Anand en quart de finale du  Championnat du monde de la Fédération internationale des échecs 2001-2002 à Moscou (0,5 à 1,5).
En 2002, Chirov finit 3e-4e (demi-finaliste) du tournoi des candidats de Dortmund, remporté par Peter Leko devant Veselin Topalov.
Il ne participa pas au Championnat du monde de la Fédération internationale des échecs 2004 à Tripoli, ni au  Championnat du monde de la Fédération internationale des échecs 2005.
En 2007, Chirov participa au tournoi des candidats pour le championnat du monde d'échecs 2007. Il fut éliminé lors du second tour par Levon Aronian.
La même année, il parvint en finale de la Coupe du monde d'échecs 2007, qualificative pour le match de candidats du championnat du monde d'échecs 2010. Chirov fut battu en finale par Gata Kamsky

### Résultats aux tournois à élimination directe
| Année | Lieu                             | Résultat                            | Ultime adversaire      | Adversaires battus                                                                                  |
| ----- | -------------------------------- | ----------------------------------- | ---------------------- | --------------------------------------------------------------------------------------------------- |
| 1997  | Groningue                        | quart de finale                     | Viswanathan Anand      | Julio Granda, Gilberto Milos, Vladimir Akopian                                                      |
| 1999  | Las Vegas                        | quart de finale                     | Liviu-Dieter Nisipeanu | Ivan Sokolov, Gilberto Milos, Nigel Short                                                           |
| 2000  | New Delhi                        | finaliste                           | Viswanathan Anand      | Alexander Onischuk, Mikhaïl Gourevitch, Boris Guelfand, Ievgueni Bareïev, Aleksandr Grichtchouk     |
| 2001  | Moscou                           | quart de finale                     | Viswanathan Anand      | Aimen Rizouk, Zoltan Gyimesi, Alexandre Motylev, Veselin Topalov                                    |
| 2005  | Khanty-Mansiïsk (coupe du monde) | troisième tour                      | Mikhaïl Gourevitch     | Kirill Kouderinov, Vassílios Kotroniás                                                              |
| 2007  | Khanty-Mansiïsk (coupe du monde) | finaliste                           | Gata Kamsky            | Robert Gwaze, Yuri Shulman Alexander Onischuk, Vladmir Akopian, Dmitri Iakovenko, Sergueï Kariakine |
| 2009  | Khanty-Mansiïsk (coupe du monde) | quatrième tour (huitième de finale) | Peter Svidler          | Abhijit Kunte, Sergueï Fedortchouk Ievgueni Tomachevski                                             |
| 2011  | Khanty-Mansiïsk (coupe du monde) | deuxième tour                       | Vladimir Potkine       | Manuel León Hoyos                                                                                   |
| 2013  | Tromsø                           | deuxième tour                       | Wei Yi                 | Hou Yifan                                                                                           |
| 2021  | Sotchi                           | troisième tour                      | Nikita Vitiougov       | Yaroslav Jereboukh                                                                                  |

## Ses victoires majeures

### Tournois

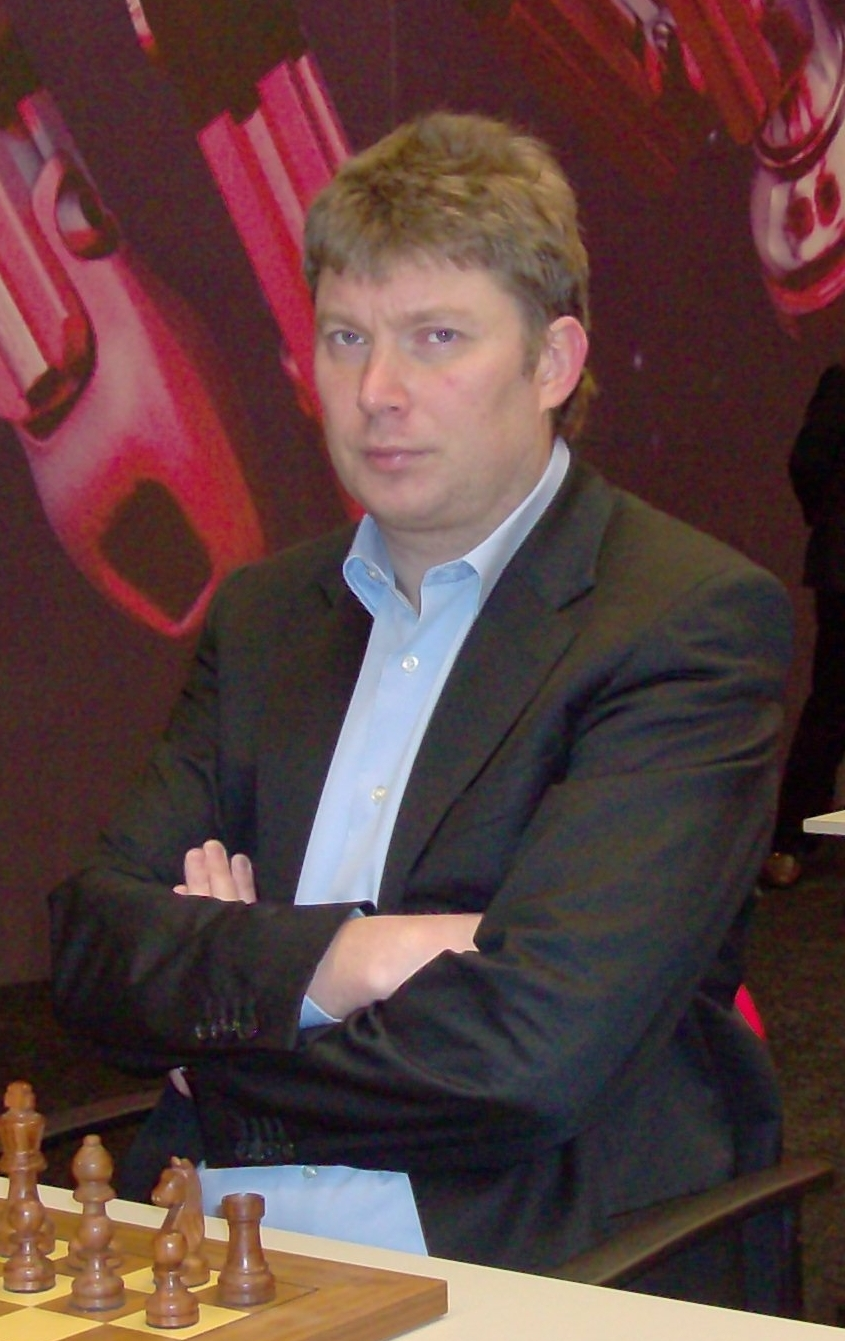
Chirov en 2010.

Chirov a gagné de nombreux tournois internationaux : 

#### Années 1990
- Stockholm 1990,
- Bienne 1991,
- Londres (Lloyds Bank) 1991,
- Oakham 1992,
- Reykjavik en 1992 (tournoi toutes rondes) et 2003 (open),
- Buenos Aires 1993 et 2012,
- Munich 1993,
- León (Espagne) 1995,
- Madrid 1997 (partageant la première place avec Veselin Topalov),
- Ter Apel 1997,

Lors du Tournoi de Linares, il finit 4e en 1993, 2e-3e en 1994 (ex æquo avec Kasparov, derrière Karpov), 3e en 1995 (derrière Ivantchouk et Karpov), 2e en 1998, derrière Viswanathan Anand.

#### Années 2000
- Mérida 2000
- Ayamonte, championnat d'Espagne 2002 avec 8,5 points sur 9,
- le tournoi de Sarajevo en 2004,
- l'open du Canada en 2005,
- Drammen 2005,
- le tournoi Karpov de Poïkovski 2008 (ex æquo avec Roublevski, Jakovenko et Gashimov, 4e au départage),
- le tournoi Mtel de Sofia 2009,

Il finit deuxième ex æquo du tournoi de Sarajevo en 1999 et 2000 (derrière Kasparov) et en 2003 (derrière Ivan Sokolov).
Lors de la Coupe du monde d'échecs 2007, Chirov parvint en finale et fut battu par Gata Kamsky. La même année, il finit deuxième du mémorial Tal derrière Kramnik. En 2010, il finit deuxième du tournoi de Wijk aan Zee, ex æquo avec Kramnik, derrière Carlsen.

#### Années 2010
- la demi-finale du grand chelem d'échecs à Shanghaï en 2010, avec 4,5 points sur 6, devant Kramnik,
- Lublin 2011,
- le tournoi de maîtres de Buenos Aire en 2012.
- Riga (mémorial Gipslis) 2012 avec 8 points sur 9
- l'Open de l'université technique de Riga 2015.

### Tournois rapides, blitz et à l'aveugle
- Francfort classique 1996,
- le tournoi Amber de Monte-Carlo rapide en 1998 et 2000,
- le tournoi Amber de Monte-Carlo combiné (rapide et aveugle) en 1998 et 2000,
- le tournoi Amber de Monte-Carlo aveugle en 1999,
- le mémorial Paul Keres (tournoi rapide) à Tallinn en 2004, 2005 et 2011,
- le mémorial Tal de blitz de Jūrmala en 2017.

### Matchs
- 1991 : match contre Olivier Renet en Corrèze : 5,5 à 0,5
- 1992 : match contre Simen Agdestein à Gausdal : 3 - 1
- 1998 : match contre Zbyněk Hráček à Ostrava : 5 - 1
- 1998 : victoire au match des candidats contre Vladimir Kramnik à Cazorla (Espagne) : 5,5 à 3,5
- 1999 : match contre Judit Polgar : 3,5 - 0,5
- 2001 : match rapide contre Simen Agdestein à Bergen (Norvège) : 2,5 - 1,5

## Compétitions par équipes

### Olympiades
Chirov a participé à dix olympiades, à chaque fois au premier échiquier.
Il a représenté la Lettonie lors des olympiades de 1992, 1994 et 2012 :
- Manille 1992 : 9 / 13 (Lettonie 8e)
- Moscou 1994 : 8 / 13
- Istanbul 2012 : 7 / 10 (Lettonie 14e)

Il a représenté l'Espagne lors des olympiades de 1996 à 2010, à l'exception de celle de 2002 :
- Erevan 1996 : 8,5 / 13 (Espagne 10e)
- Elista 1998 : 6,5 / 9 (+4 =5), Espagne 7e
- Istanbul 2000 : 8,5 / 12 (Espagne 9e)
- Calvia 2004 : 6,5 / 12
- Turin 2006 : 5,5 / 11
- Dresde 2008 : 7 / 10 (Espagne 11e)
- Khanty-Mansiïsk 2010 : 4,5 / 8

### Championnat du monde par équipes (1993)
Lors du Championnat du monde d'échecs par équipes de Lucerne 1993, Chirov jouait pour la Lettonie et marqua 5,5 points sur 9 et remporta la médaille d'argent individuelle. La Lettonie finit sixième sur dix équipes.

### Championnats d'Europe des nations
Chirov a joué pour l'Espagne lors de six championnats d'Europe. Il marqua 5 points sur 6 (+4 =4) au premier échiquier en 1999 et remporta la médaille d'or individuelle.

### Championnats européens de clubs
Chirov a remporté la coupe d'Europe des clubs d'échecs en 2002 et 2008.
Il a remporté le championnat de Russie par équipes en 2006, 2008 et 2014.
Il a remporté le championnat britannique par équipes en 2005 et 2006 ainsi que le championnat de Bosnie par équipes en 2002, 2003 et 2004.

### Match Russie-Reste du monde (2002)
En 2002, Chirov marqua 7 points sur 10 lors du match Russie-Reste du monde et réalisa le meilleur score de l'équipe du Reste du monde qui remporta le match.

## Une partie
Voici Chirov à l'œuvre dans l'un des meilleurs tournois de sa carrière :
Topalov – Chirov (Linares 1998)
1. d4 Cf6 2. c4 g6 3. Cc3 d5 4. cxd5 Cxd5 5. e4 Cxc3 6. bxc3 Fg7 7. Fb5+ c6 8. Fa4 0-0 9. Ce2 Cd7 10. 0-0 e5 11. f3 De7 12. Fe3 Td8 13. Dc2 Cb6 14. Fb3 Fe6 15. Tad1 Cc4 16. Fc1 b5 17. f4 exd4 18. Cxd4 Fg4 19. Tde1 Dc5 20. Rh1 a5 21. h3 Fd7 22. a4 bxa4 23. Fa2 Fe8 24. e5 Cb6 25. f5 Cd5 26. Fd2 Cb4 27. Dxa4 Cxa2 28. Dxa2 Fxe5 29. fxg6 hxg6 30. Fg5 Td5 31. Te3 Dd6 32. De2 Fd7 33. c4 Fxd4 34. cxd5 Fxe3 35. Dxe3 Te8 36. Dc3 Dxd5 37. Fh6 Te5 38. Tf3 Dc5 39. Da1 Ff5 40. Te3 f6 41. Txe5 Dxe5 42. Da2+ Dd5 43. Dxd5+ cxd5 44. Fd2 a4 45. Fc3 Rf7 46. h4 Re6 47. Rg1
|   | a | b | c | d | e | f | g | h |   |
| 8 | Roi noir sur case blanche e6 · Pion noir sur case noire f6 · Pion noir sur case blanche g6 · Pion noir sur case blanche d5 · Fou noir sur case blanche f5 · Pion noir sur case blanche a4 · Pion blanc sur case noire h4 · Fou blanc sur case noire c3 · Pion blanc sur case blanche g2 · Roi blanc sur case noire g1 | Roi noir sur case blanche e6 · Pion noir sur case noire f6 · Pion noir sur case blanche g6 · Pion noir sur case blanche d5 · Fou noir sur case blanche f5 · Pion noir sur case blanche a4 · Pion blanc sur case noire h4 · Fou blanc sur case noire c3 · Pion blanc sur case blanche g2 · Roi blanc sur case noire g1 | Roi noir sur case blanche e6 · Pion noir sur case noire f6 · Pion noir sur case blanche g6 · Pion noir sur case blanche d5 · Fou noir sur case blanche f5 · Pion noir sur case blanche a4 · Pion blanc sur case noire h4 · Fou blanc sur case noire c3 · Pion blanc sur case blanche g2 · Roi blanc sur case noire g1 | Roi noir sur case blanche e6 · Pion noir sur case noire f6 · Pion noir sur case blanche g6 · Pion noir sur case blanche d5 · Fou noir sur case blanche f5 · Pion noir sur case blanche a4 · Pion blanc sur case noire h4 · Fou blanc sur case noire c3 · Pion blanc sur case blanche g2 · Roi blanc sur case noire g1 | Roi noir sur case blanche e6 · Pion noir sur case noire f6 · Pion noir sur case blanche g6 · Pion noir sur case blanche d5 · Fou noir sur case blanche f5 · Pion noir sur case blanche a4 · Pion blanc sur case noire h4 · Fou blanc sur case noire c3 · Pion blanc sur case blanche g2 · Roi blanc sur case noire g1 | Roi noir sur case blanche e6 · Pion noir sur case noire f6 · Pion noir sur case blanche g6 · Pion noir sur case blanche d5 · Fou noir sur case blanche f5 · Pion noir sur case blanche a4 · Pion blanc sur case noire h4 · Fou blanc sur case noire c3 · Pion blanc sur case blanche g2 · Roi blanc sur case noire g1 | Roi noir sur case blanche e6 · Pion noir sur case noire f6 · Pion noir sur case blanche g6 · Pion noir sur case blanche d5 · Fou noir sur case blanche f5 · Pion noir sur case blanche a4 · Pion blanc sur case noire h4 · Fou blanc sur case noire c3 · Pion blanc sur case blanche g2 · Roi blanc sur case noire g1 | Roi noir sur case blanche e6 · Pion noir sur case noire f6 · Pion noir sur case blanche g6 · Pion noir sur case blanche d5 · Fou noir sur case blanche f5 · Pion noir sur case blanche a4 · Pion blanc sur case noire h4 · Fou blanc sur case noire c3 · Pion blanc sur case blanche g2 · Roi blanc sur case noire g1 | 8 |
| 7 | Roi noir sur case blanche e6 · Pion noir sur case noire f6 · Pion noir sur case blanche g6 · Pion noir sur case blanche d5 · Fou noir sur case blanche f5 · Pion noir sur case blanche a4 · Pion blanc sur case noire h4 · Fou blanc sur case noire c3 · Pion blanc sur case blanche g2 · Roi blanc sur case noire g1 | Roi noir sur case blanche e6 · Pion noir sur case noire f6 · Pion noir sur case blanche g6 · Pion noir sur case blanche d5 · Fou noir sur case blanche f5 · Pion noir sur case blanche a4 · Pion blanc sur case noire h4 · Fou blanc sur case noire c3 · Pion blanc sur case blanche g2 · Roi blanc sur case noire g1 | Roi noir sur case blanche e6 · Pion noir sur case noire f6 · Pion noir sur case blanche g6 · Pion noir sur case blanche d5 · Fou noir sur case blanche f5 · Pion noir sur case blanche a4 · Pion blanc sur case noire h4 · Fou blanc sur case noire c3 · Pion blanc sur case blanche g2 · Roi blanc sur case noire g1 | Roi noir sur case blanche e6 · Pion noir sur case noire f6 · Pion noir sur case blanche g6 · Pion noir sur case blanche d5 · Fou noir sur case blanche f5 · Pion noir sur case blanche a4 · Pion blanc sur case noire h4 · Fou blanc sur case noire c3 · Pion blanc sur case blanche g2 · Roi blanc sur case noire g1 | Roi noir sur case blanche e6 · Pion noir sur case noire f6 · Pion noir sur case blanche g6 · Pion noir sur case blanche d5 · Fou noir sur case blanche f5 · Pion noir sur case blanche a4 · Pion blanc sur case noire h4 · Fou blanc sur case noire c3 · Pion blanc sur case blanche g2 · Roi blanc sur case noire g1 | Roi noir sur case blanche e6 · Pion noir sur case noire f6 · Pion noir sur case blanche g6 · Pion noir sur case blanche d5 · Fou noir sur case blanche f5 · Pion noir sur case blanche a4 · Pion blanc sur case noire h4 · Fou blanc sur case noire c3 · Pion blanc sur case blanche g2 · Roi blanc sur case noire g1 | Roi noir sur case blanche e6 · Pion noir sur case noire f6 · Pion noir sur case blanche g6 · Pion noir sur case blanche d5 · Fou noir sur case blanche f5 · Pion noir sur case blanche a4 · Pion blanc sur case noire h4 · Fou blanc sur case noire c3 · Pion blanc sur case blanche g2 · Roi blanc sur case noire g1 | Roi noir sur case blanche e6 · Pion noir sur case noire f6 · Pion noir sur case blanche g6 · Pion noir sur case blanche d5 · Fou noir sur case blanche f5 · Pion noir sur case blanche a4 · Pion blanc sur case noire h4 · Fou blanc sur case noire c3 · Pion blanc sur case blanche g2 · Roi blanc sur case noire g1 | 7 |
| 6 | Roi noir sur case blanche e6 · Pion noir sur case noire f6 · Pion noir sur case blanche g6 · Pion noir sur case blanche d5 · Fou noir sur case blanche f5 · Pion noir sur case blanche a4 · Pion blanc sur case noire h4 · Fou blanc sur case noire c3 · Pion blanc sur case blanche g2 · Roi blanc sur case noire g1 | Roi noir sur case blanche e6 · Pion noir sur case noire f6 · Pion noir sur case blanche g6 · Pion noir sur case blanche d5 · Fou noir sur case blanche f5 · Pion noir sur case blanche a4 · Pion blanc sur case noire h4 · Fou blanc sur case noire c3 · Pion blanc sur case blanche g2 · Roi blanc sur case noire g1 | Roi noir sur case blanche e6 · Pion noir sur case noire f6 · Pion noir sur case blanche g6 · Pion noir sur case blanche d5 · Fou noir sur case blanche f5 · Pion noir sur case blanche a4 · Pion blanc sur case noire h4 · Fou blanc sur case noire c3 · Pion blanc sur case blanche g2 · Roi blanc sur case noire g1 | Roi noir sur case blanche e6 · Pion noir sur case noire f6 · Pion noir sur case blanche g6 · Pion noir sur case blanche d5 · Fou noir sur case blanche f5 · Pion noir sur case blanche a4 · Pion blanc sur case noire h4 · Fou blanc sur case noire c3 · Pion blanc sur case blanche g2 · Roi blanc sur case noire g1 | Roi noir sur case blanche e6 · Pion noir sur case noire f6 · Pion noir sur case blanche g6 · Pion noir sur case blanche d5 · Fou noir sur case blanche f5 · Pion noir sur case blanche a4 · Pion blanc sur case noire h4 · Fou blanc sur case noire c3 · Pion blanc sur case blanche g2 · Roi blanc sur case noire g1 | Roi noir sur case blanche e6 · Pion noir sur case noire f6 · Pion noir sur case blanche g6 · Pion noir sur case blanche d5 · Fou noir sur case blanche f5 · Pion noir sur case blanche a4 · Pion blanc sur case noire h4 · Fou blanc sur case noire c3 · Pion blanc sur case blanche g2 · Roi blanc sur case noire g1 | Roi noir sur case blanche e6 · Pion noir sur case noire f6 · Pion noir sur case blanche g6 · Pion noir sur case blanche d5 · Fou noir sur case blanche f5 · Pion noir sur case blanche a4 · Pion blanc sur case noire h4 · Fou blanc sur case noire c3 · Pion blanc sur case blanche g2 · Roi blanc sur case noire g1 | Roi noir sur case blanche e6 · Pion noir sur case noire f6 · Pion noir sur case blanche g6 · Pion noir sur case blanche d5 · Fou noir sur case blanche f5 · Pion noir sur case blanche a4 · Pion blanc sur case noire h4 · Fou blanc sur case noire c3 · Pion blanc sur case blanche g2 · Roi blanc sur case noire g1 | 6 |
| 5 | Roi noir sur case blanche e6 · Pion noir sur case noire f6 · Pion noir sur case blanche g6 · Pion noir sur case blanche d5 · Fou noir sur case blanche f5 · Pion noir sur case blanche a4 · Pion blanc sur case noire h4 · Fou blanc sur case noire c3 · Pion blanc sur case blanche g2 · Roi blanc sur case noire g1 | Roi noir sur case blanche e6 · Pion noir sur case noire f6 · Pion noir sur case blanche g6 · Pion noir sur case blanche d5 · Fou noir sur case blanche f5 · Pion noir sur case blanche a4 · Pion blanc sur case noire h4 · Fou blanc sur case noire c3 · Pion blanc sur case blanche g2 · Roi blanc sur case noire g1 | Roi noir sur case blanche e6 · Pion noir sur case noire f6 · Pion noir sur case blanche g6 · Pion noir sur case blanche d5 · Fou noir sur case blanche f5 · Pion noir sur case blanche a4 · Pion blanc sur case noire h4 · Fou blanc sur case noire c3 · Pion blanc sur case blanche g2 · Roi blanc sur case noire g1 | Roi noir sur case blanche e6 · Pion noir sur case noire f6 · Pion noir sur case blanche g6 · Pion noir sur case blanche d5 · Fou noir sur case blanche f5 · Pion noir sur case blanche a4 · Pion blanc sur case noire h4 · Fou blanc sur case noire c3 · Pion blanc sur case blanche g2 · Roi blanc sur case noire g1 | Roi noir sur case blanche e6 · Pion noir sur case noire f6 · Pion noir sur case blanche g6 · Pion noir sur case blanche d5 · Fou noir sur case blanche f5 · Pion noir sur case blanche a4 · Pion blanc sur case noire h4 · Fou blanc sur case noire c3 · Pion blanc sur case blanche g2 · Roi blanc sur case noire g1 | Roi noir sur case blanche e6 · Pion noir sur case noire f6 · Pion noir sur case blanche g6 · Pion noir sur case blanche d5 · Fou noir sur case blanche f5 · Pion noir sur case blanche a4 · Pion blanc sur case noire h4 · Fou blanc sur case noire c3 · Pion blanc sur case blanche g2 · Roi blanc sur case noire g1 | Roi noir sur case blanche e6 · Pion noir sur case noire f6 · Pion noir sur case blanche g6 · Pion noir sur case blanche d5 · Fou noir sur case blanche f5 · Pion noir sur case blanche a4 · Pion blanc sur case noire h4 · Fou blanc sur case noire c3 · Pion blanc sur case blanche g2 · Roi blanc sur case noire g1 | Roi noir sur case blanche e6 · Pion noir sur case noire f6 · Pion noir sur case blanche g6 · Pion noir sur case blanche d5 · Fou noir sur case blanche f5 · Pion noir sur case blanche a4 · Pion blanc sur case noire h4 · Fou blanc sur case noire c3 · Pion blanc sur case blanche g2 · Roi blanc sur case noire g1 | 5 |
| 4 | Roi noir sur case blanche e6 · Pion noir sur case noire f6 · Pion noir sur case blanche g6 · Pion noir sur case blanche d5 · Fou noir sur case blanche f5 · Pion noir sur case blanche a4 · Pion blanc sur case noire h4 · Fou blanc sur case noire c3 · Pion blanc sur case blanche g2 · Roi blanc sur case noire g1 | Roi noir sur case blanche e6 · Pion noir sur case noire f6 · Pion noir sur case blanche g6 · Pion noir sur case blanche d5 · Fou noir sur case blanche f5 · Pion noir sur case blanche a4 · Pion blanc sur case noire h4 · Fou blanc sur case noire c3 · Pion blanc sur case blanche g2 · Roi blanc sur case noire g1 | Roi noir sur case blanche e6 · Pion noir sur case noire f6 · Pion noir sur case blanche g6 · Pion noir sur case blanche d5 · Fou noir sur case blanche f5 · Pion noir sur case blanche a4 · Pion blanc sur case noire h4 · Fou blanc sur case noire c3 · Pion blanc sur case blanche g2 · Roi blanc sur case noire g1 | Roi noir sur case blanche e6 · Pion noir sur case noire f6 · Pion noir sur case blanche g6 · Pion noir sur case blanche d5 · Fou noir sur case blanche f5 · Pion noir sur case blanche a4 · Pion blanc sur case noire h4 · Fou blanc sur case noire c3 · Pion blanc sur case blanche g2 · Roi blanc sur case noire g1 | Roi noir sur case blanche e6 · Pion noir sur case noire f6 · Pion noir sur case blanche g6 · Pion noir sur case blanche d5 · Fou noir sur case blanche f5 · Pion noir sur case blanche a4 · Pion blanc sur case noire h4 · Fou blanc sur case noire c3 · Pion blanc sur case blanche g2 · Roi blanc sur case noire g1 | Roi noir sur case blanche e6 · Pion noir sur case noire f6 · Pion noir sur case blanche g6 · Pion noir sur case blanche d5 · Fou noir sur case blanche f5 · Pion noir sur case blanche a4 · Pion blanc sur case noire h4 · Fou blanc sur case noire c3 · Pion blanc sur case blanche g2 · Roi blanc sur case noire g1 | Roi noir sur case blanche e6 · Pion noir sur case noire f6 · Pion noir sur case blanche g6 · Pion noir sur case blanche d5 · Fou noir sur case blanche f5 · Pion noir sur case blanche a4 · Pion blanc sur case noire h4 · Fou blanc sur case noire c3 · Pion blanc sur case blanche g2 · Roi blanc sur case noire g1 | Roi noir sur case blanche e6 · Pion noir sur case noire f6 · Pion noir sur case blanche g6 · Pion noir sur case blanche d5 · Fou noir sur case blanche f5 · Pion noir sur case blanche a4 · Pion blanc sur case noire h4 · Fou blanc sur case noire c3 · Pion blanc sur case blanche g2 · Roi blanc sur case noire g1 | 4 |
| 3 | Roi noir sur case blanche e6 · Pion noir sur case noire f6 · Pion noir sur case blanche g6 · Pion noir sur case blanche d5 · Fou noir sur case blanche f5 · Pion noir sur case blanche a4 · Pion blanc sur case noire h4 · Fou blanc sur case noire c3 · Pion blanc sur case blanche g2 · Roi blanc sur case noire g1 | Roi noir sur case blanche e6 · Pion noir sur case noire f6 · Pion noir sur case blanche g6 · Pion noir sur case blanche d5 · Fou noir sur case blanche f5 · Pion noir sur case blanche a4 · Pion blanc sur case noire h4 · Fou blanc sur case noire c3 · Pion blanc sur case blanche g2 · Roi blanc sur case noire g1 | Roi noir sur case blanche e6 · Pion noir sur case noire f6 · Pion noir sur case blanche g6 · Pion noir sur case blanche d5 · Fou noir sur case blanche f5 · Pion noir sur case blanche a4 · Pion blanc sur case noire h4 · Fou blanc sur case noire c3 · Pion blanc sur case blanche g2 · Roi blanc sur case noire g1 | Roi noir sur case blanche e6 · Pion noir sur case noire f6 · Pion noir sur case blanche g6 · Pion noir sur case blanche d5 · Fou noir sur case blanche f5 · Pion noir sur case blanche a4 · Pion blanc sur case noire h4 · Fou blanc sur case noire c3 · Pion blanc sur case blanche g2 · Roi blanc sur case noire g1 | Roi noir sur case blanche e6 · Pion noir sur case noire f6 · Pion noir sur case blanche g6 · Pion noir sur case blanche d5 · Fou noir sur case blanche f5 · Pion noir sur case blanche a4 · Pion blanc sur case noire h4 · Fou blanc sur case noire c3 · Pion blanc sur case blanche g2 · Roi blanc sur case noire g1 | Roi noir sur case blanche e6 · Pion noir sur case noire f6 · Pion noir sur case blanche g6 · Pion noir sur case blanche d5 · Fou noir sur case blanche f5 · Pion noir sur case blanche a4 · Pion blanc sur case noire h4 · Fou blanc sur case noire c3 · Pion blanc sur case blanche g2 · Roi blanc sur case noire g1 | Roi noir sur case blanche e6 · Pion noir sur case noire f6 · Pion noir sur case blanche g6 · Pion noir sur case blanche d5 · Fou noir sur case blanche f5 · Pion noir sur case blanche a4 · Pion blanc sur case noire h4 · Fou blanc sur case noire c3 · Pion blanc sur case blanche g2 · Roi blanc sur case noire g1 | Roi noir sur case blanche e6 · Pion noir sur case noire f6 · Pion noir sur case blanche g6 · Pion noir sur case blanche d5 · Fou noir sur case blanche f5 · Pion noir sur case blanche a4 · Pion blanc sur case noire h4 · Fou blanc sur case noire c3 · Pion blanc sur case blanche g2 · Roi blanc sur case noire g1 | 3 |
| 2 | Roi noir sur case blanche e6 · Pion noir sur case noire f6 · Pion noir sur case blanche g6 · Pion noir sur case blanche d5 · Fou noir sur case blanche f5 · Pion noir sur case blanche a4 · Pion blanc sur case noire h4 · Fou blanc sur case noire c3 · Pion blanc sur case blanche g2 · Roi blanc sur case noire g1 | Roi noir sur case blanche e6 · Pion noir sur case noire f6 · Pion noir sur case blanche g6 · Pion noir sur case blanche d5 · Fou noir sur case blanche f5 · Pion noir sur case blanche a4 · Pion blanc sur case noire h4 · Fou blanc sur case noire c3 · Pion blanc sur case blanche g2 · Roi blanc sur case noire g1 | Roi noir sur case blanche e6 · Pion noir sur case noire f6 · Pion noir sur case blanche g6 · Pion noir sur case blanche d5 · Fou noir sur case blanche f5 · Pion noir sur case blanche a4 · Pion blanc sur case noire h4 · Fou blanc sur case noire c3 · Pion blanc sur case blanche g2 · Roi blanc sur case noire g1 | Roi noir sur case blanche e6 · Pion noir sur case noire f6 · Pion noir sur case blanche g6 · Pion noir sur case blanche d5 · Fou noir sur case blanche f5 · Pion noir sur case blanche a4 · Pion blanc sur case noire h4 · Fou blanc sur case noire c3 · Pion blanc sur case blanche g2 · Roi blanc sur case noire g1 | Roi noir sur case blanche e6 · Pion noir sur case noire f6 · Pion noir sur case blanche g6 · Pion noir sur case blanche d5 · Fou noir sur case blanche f5 · Pion noir sur case blanche a4 · Pion blanc sur case noire h4 · Fou blanc sur case noire c3 · Pion blanc sur case blanche g2 · Roi blanc sur case noire g1 | Roi noir sur case blanche e6 · Pion noir sur case noire f6 · Pion noir sur case blanche g6 · Pion noir sur case blanche d5 · Fou noir sur case blanche f5 · Pion noir sur case blanche a4 · Pion blanc sur case noire h4 · Fou blanc sur case noire c3 · Pion blanc sur case blanche g2 · Roi blanc sur case noire g1 | Roi noir sur case blanche e6 · Pion noir sur case noire f6 · Pion noir sur case blanche g6 · Pion noir sur case blanche d5 · Fou noir sur case blanche f5 · Pion noir sur case blanche a4 · Pion blanc sur case noire h4 · Fou blanc sur case noire c3 · Pion blanc sur case blanche g2 · Roi blanc sur case noire g1 | Roi noir sur case blanche e6 · Pion noir sur case noire f6 · Pion noir sur case blanche g6 · Pion noir sur case blanche d5 · Fou noir sur case blanche f5 · Pion noir sur case blanche a4 · Pion blanc sur case noire h4 · Fou blanc sur case noire c3 · Pion blanc sur case blanche g2 · Roi blanc sur case noire g1 | 2 |
| 1 | Roi noir sur case blanche e6 · Pion noir sur case noire f6 · Pion noir sur case blanche g6 · Pion noir sur case blanche d5 · Fou noir sur case blanche f5 · Pion noir sur case blanche a4 · Pion blanc sur case noire h4 · Fou blanc sur case noire c3 · Pion blanc sur case blanche g2 · Roi blanc sur case noire g1 | Roi noir sur case blanche e6 · Pion noir sur case noire f6 · Pion noir sur case blanche g6 · Pion noir sur case blanche d5 · Fou noir sur case blanche f5 · Pion noir sur case blanche a4 · Pion blanc sur case noire h4 · Fou blanc sur case noire c3 · Pion blanc sur case blanche g2 · Roi blanc sur case noire g1 | Roi noir sur case blanche e6 · Pion noir sur case noire f6 · Pion noir sur case blanche g6 · Pion noir sur case blanche d5 · Fou noir sur case blanche f5 · Pion noir sur case blanche a4 · Pion blanc sur case noire h4 · Fou blanc sur case noire c3 · Pion blanc sur case blanche g2 · Roi blanc sur case noire g1 | Roi noir sur case blanche e6 · Pion noir sur case noire f6 · Pion noir sur case blanche g6 · Pion noir sur case blanche d5 · Fou noir sur case blanche f5 · Pion noir sur case blanche a4 · Pion blanc sur case noire h4 · Fou blanc sur case noire c3 · Pion blanc sur case blanche g2 · Roi blanc sur case noire g1 | Roi noir sur case blanche e6 · Pion noir sur case noire f6 · Pion noir sur case blanche g6 · Pion noir sur case blanche d5 · Fou noir sur case blanche f5 · Pion noir sur case blanche a4 · Pion blanc sur case noire h4 · Fou blanc sur case noire c3 · Pion blanc sur case blanche g2 · Roi blanc sur case noire g1 | Roi noir sur case blanche e6 · Pion noir sur case noire f6 · Pion noir sur case blanche g6 · Pion noir sur case blanche d5 · Fou noir sur case blanche f5 · Pion noir sur case blanche a4 · Pion blanc sur case noire h4 · Fou blanc sur case noire c3 · Pion blanc sur case blanche g2 · Roi blanc sur case noire g1 | Roi noir sur case blanche e6 · Pion noir sur case noire f6 · Pion noir sur case blanche g6 · Pion noir sur case blanche d5 · Fou noir sur case blanche f5 · Pion noir sur case blanche a4 · Pion blanc sur case noire h4 · Fou blanc sur case noire c3 · Pion blanc sur case blanche g2 · Roi blanc sur case noire g1 | Roi noir sur case blanche e6 · Pion noir sur case noire f6 · Pion noir sur case blanche g6 · Pion noir sur case blanche d5 · Fou noir sur case blanche f5 · Pion noir sur case blanche a4 · Pion blanc sur case noire h4 · Fou blanc sur case noire c3 · Pion blanc sur case blanche g2 · Roi blanc sur case noire g1 | 1 |
|   | a | b | c | d | e | f | g | h |   |

Cette position semble nulle vu les fous de couleur opposée (47...Fe4 48. g3 Rf5 49. Rf2) mais il n'en est rien.
47... Fh3!! Chirov : « L'idée de donner le fou pour gagner des tempo semble logique et évidente après coup mais aucun ordinateur n'est capable de proposer ce coup »
48. gxh3 (48. Rf2 Rf5 49. Re3 Fxg2) 48...Rf5 49. Rf2 Re4 50. Fxf6 d4 51. Fe7 Rd3 52. Fc5 Rc4 53. Fe7 Rb3 0-1

## Publications
Chirov a écrit deux livres sur ses meilleures parties (Fire on Board).
- (en)Fire on Board, Shirov's Best Games, Everyman Chess, Londres, 1997.
- Le Feu sur l'échiquier II, Editorial Chessy, Espagne, 2005.

## DVDs

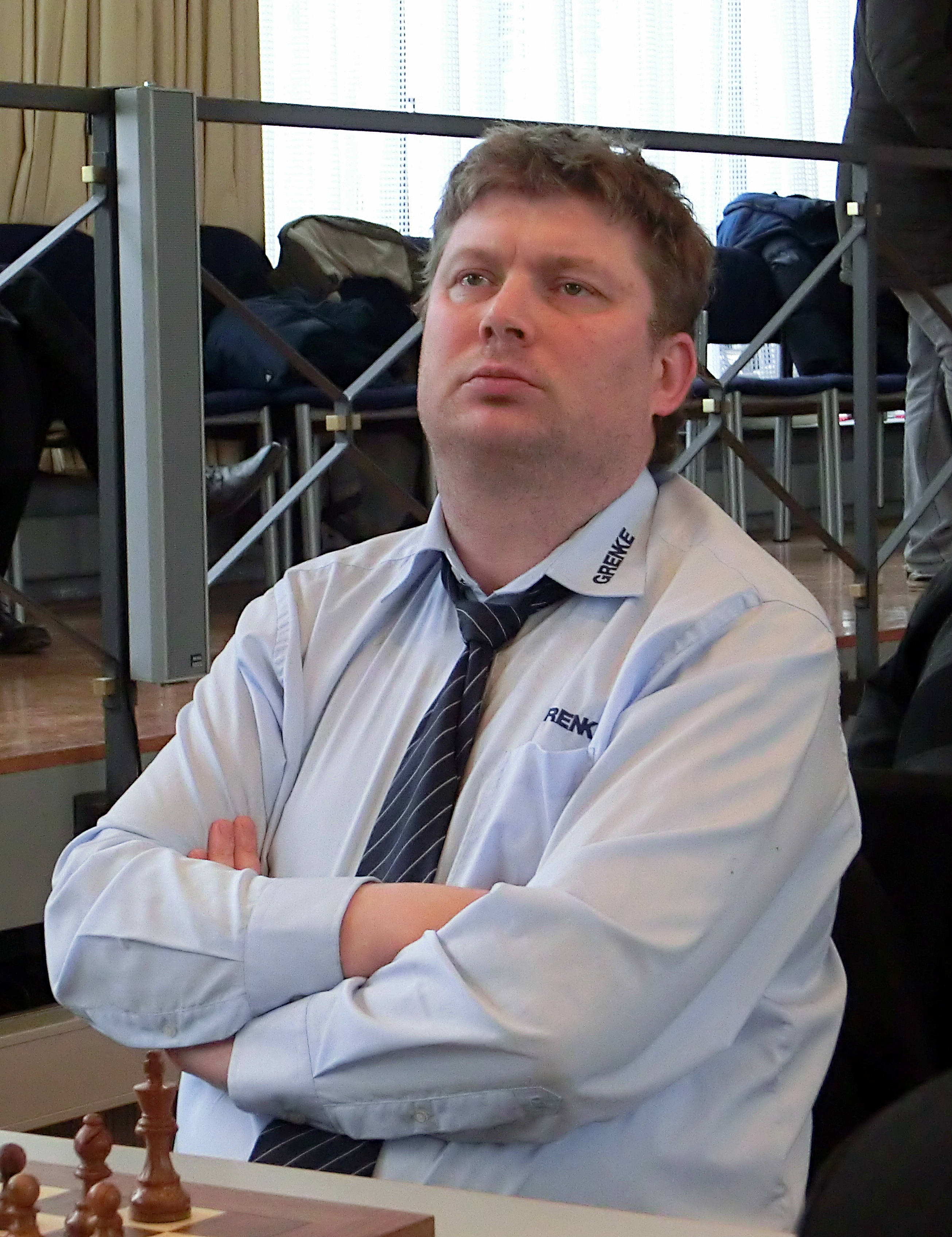
Chirov en 2013.

Chirov a produit pour Chessbase, une série de DVDs en anglais :
- My best games with black,
- Guide to the Tkachiev Ruy Lopez,
- The Advance Caro–Kann,
- The Slav and Semi-Slav revisited,
- Sicilian Najdorf 6.Bg5,
- The Sicilian with 3.Bb5,
- The Philidor Defence,
- Endgame Fireworks,
- My best games in the Spanish, 3 volumes,
- My best games in the Sveshnikov,
- My best games in the Grünfeld,
- My best games in the Slav and Semi-Slav,
- My best games in the Nimzo-Indian,
- My best games in the King’s Indian,
- My best games in the Petroff Defence,
- My best games in the Najdorf,
- My best games in the Sicilian.